# Concavenator
A Concavenator a theropoda dinoszauruszok egyik neme, amely a kora kréta korban (a barremi korszakban) körülbelül 130 millió évvel ezelőtt élt. Típusfaja, a C. corcovatus, melynek jelentése 'púpos hátú vadász Cuencából'. A fosszíliát az Universidad Autónoma de Madrid és az Universidad Nacional de Educación a Distancia őslénykutatói, José Luis Sanz, Francisco Ortega és Fernando Escaso fedezték fel a spanyolországi Las Hoyas lelőhelyen.

## Anatómia

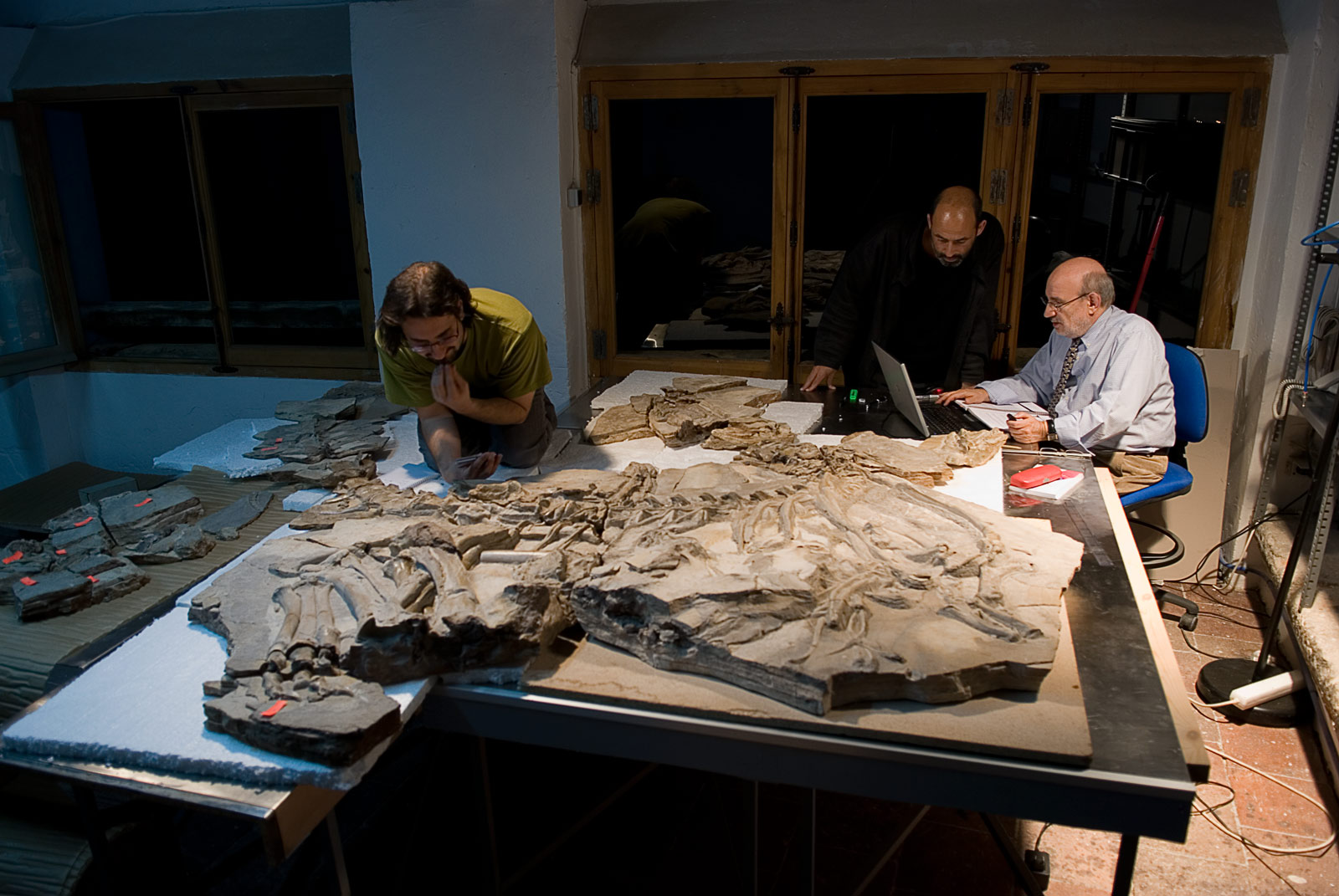
A Concavenatoron dolgozó Fernando Escaso, Francisco Ortega és José Luis Sanz

A Concavenator és az ember méretének összehasonlítása

A Concavenator egy közepes méretű (nagyjából 5,8 méter hosszú) kezdetleges carcharodontosaurida dinoszaurusz volt, amely több egyedi jellemzővel rendelkezett. A csípő elülső részén levő két rendkívül magas csigolya egy-egy keskeny és hegyes (feltehetően púpot tartó) tarajt alkotott az állat hátán. A tarajok célja jelenleg ismeretlen. A Cambridge-i Egyetem őslénykutatója, Roger Benson szerint lehetséges, hogy "a vizuális jelzésre használt fejdíszek megfelelője", de a felfedező spanyol tudósok azt írták, hogy hőszabályzó is lehetett.
Emellett a Concavenator mellső lába (singcsontja) tollszár csomókat vagy hasonló szerkezeteket őrzött meg, egy olyan tulajdonságot, ami csak a mellső lábaikon nagy, száras tollakat viselő állatoknál fordul elő.

## Tollak és pikkelyek

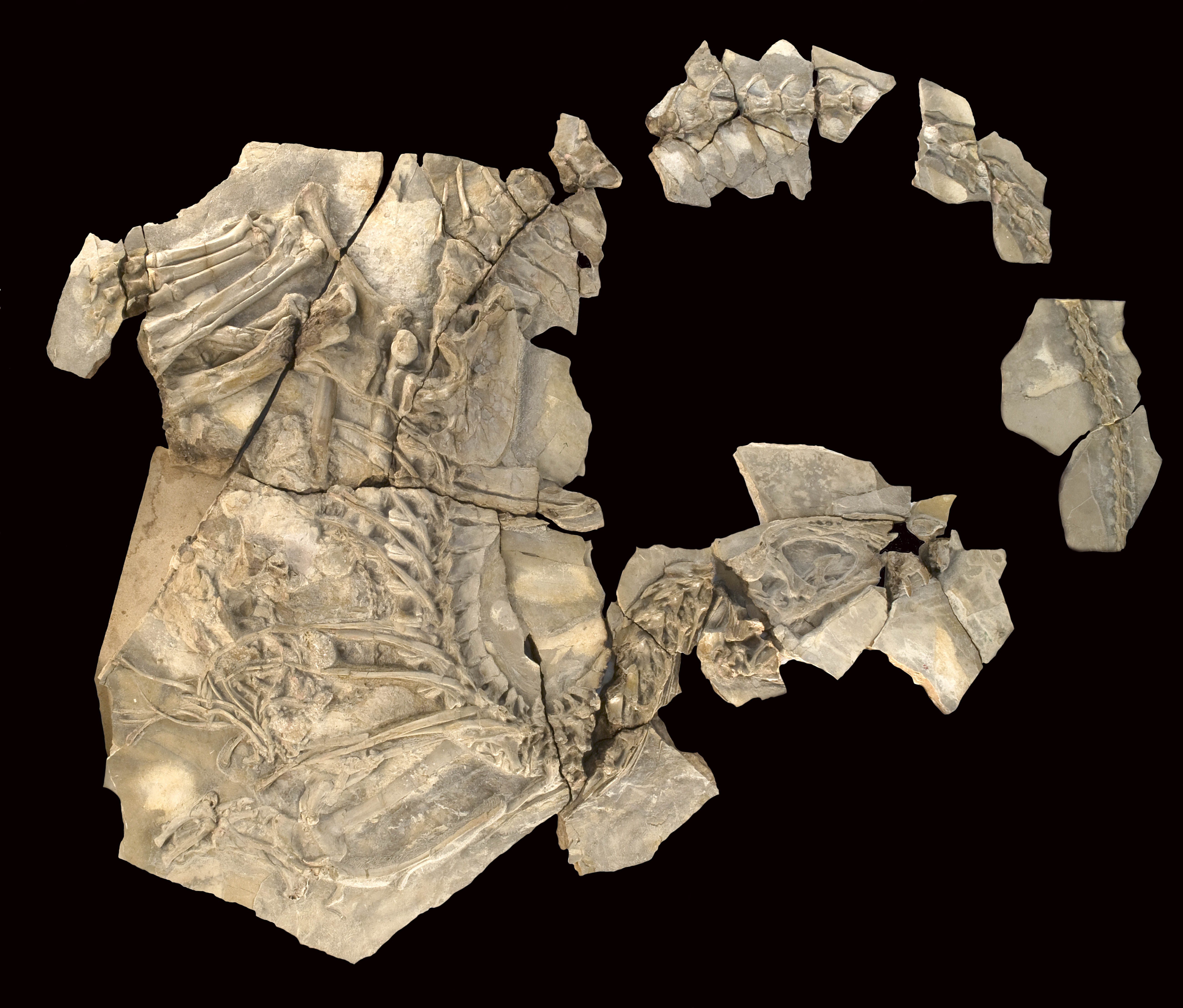
A Concavenator típuspéldánya

A Concavenator mellső lábain a tollszár csomókra emlékeztető struktúrák voltak, melyek csak a madarak és más tollas theropodák, például a Velociraptor esetében váltak ismertté. A tollszár csomókat a toll tüszőkhöz kapcsolódó ínszalagok hozták létre, és mivel tüszőkből nem alakultak ki pikkelyek, a szerzők kizárták annak lehetőségét, hogy a karon hosszú, jelzésre szolgáló pikkelyek helyezkedtek el. Ehelyett a csomókhoz valószínűleg egyszerű, üreges tollszárszerű struktúrák kapcsolódtak. Ilyen struktúrák váltak ismertté a coelurosaurusok, például a Dilong és egyes madármedencéjűek, például a Tianyulong és a Psittacosaurus esetében. Ha a madármedencéjűek tollszárai homológok a madarak tollaival, akkor a jelenlétük a Concavenatorhoz hasonló allosauroideáknál is várható. Azonban, ha a madármedencéjűek tollszárai nem kötődnek a tollakhoz, e struktúrák jelenléte a Concavenatornál azt jelzi, hogy a tollak sokkal korábban, a coelurosaurusoknál jóval kezdetlegesebb formáknál jelentek meg. A tollak, vagy a velük rokonságban álló struktúrák már valószínűleg a középső jura korban élt Neotetanurae klád legelső tagjainál megtalálhatók voltak. Nem találtak semmilyen kültakaró lenyomatot a kar közelében, de a test egyéb részein kiterjedt, a farok alsó részén nagy, sokszögű, a lábaknál madárszerű pikkelyekből álló lenyomatok, a lábfejek alatt pedig párnázott talpak nyomai őrződtek meg.

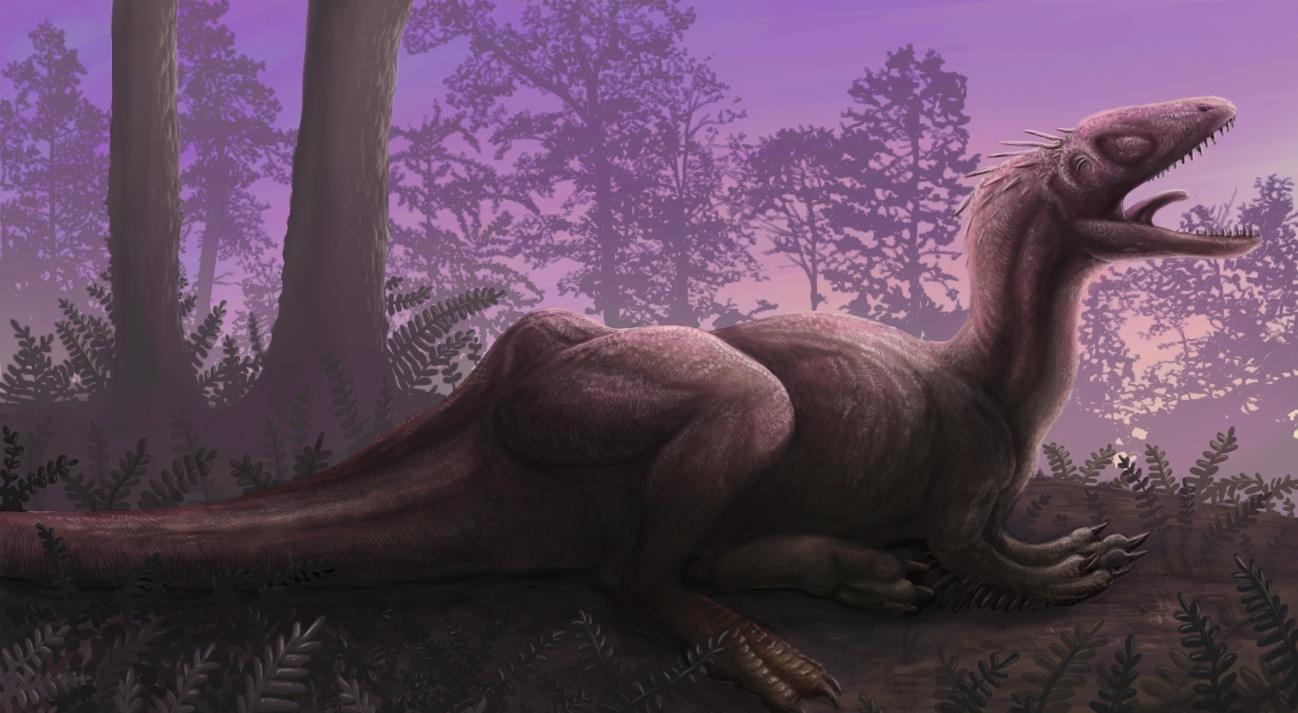
A púpjait a feltételezés szerint hőszabályozóként használó Concavenator illusztrációja

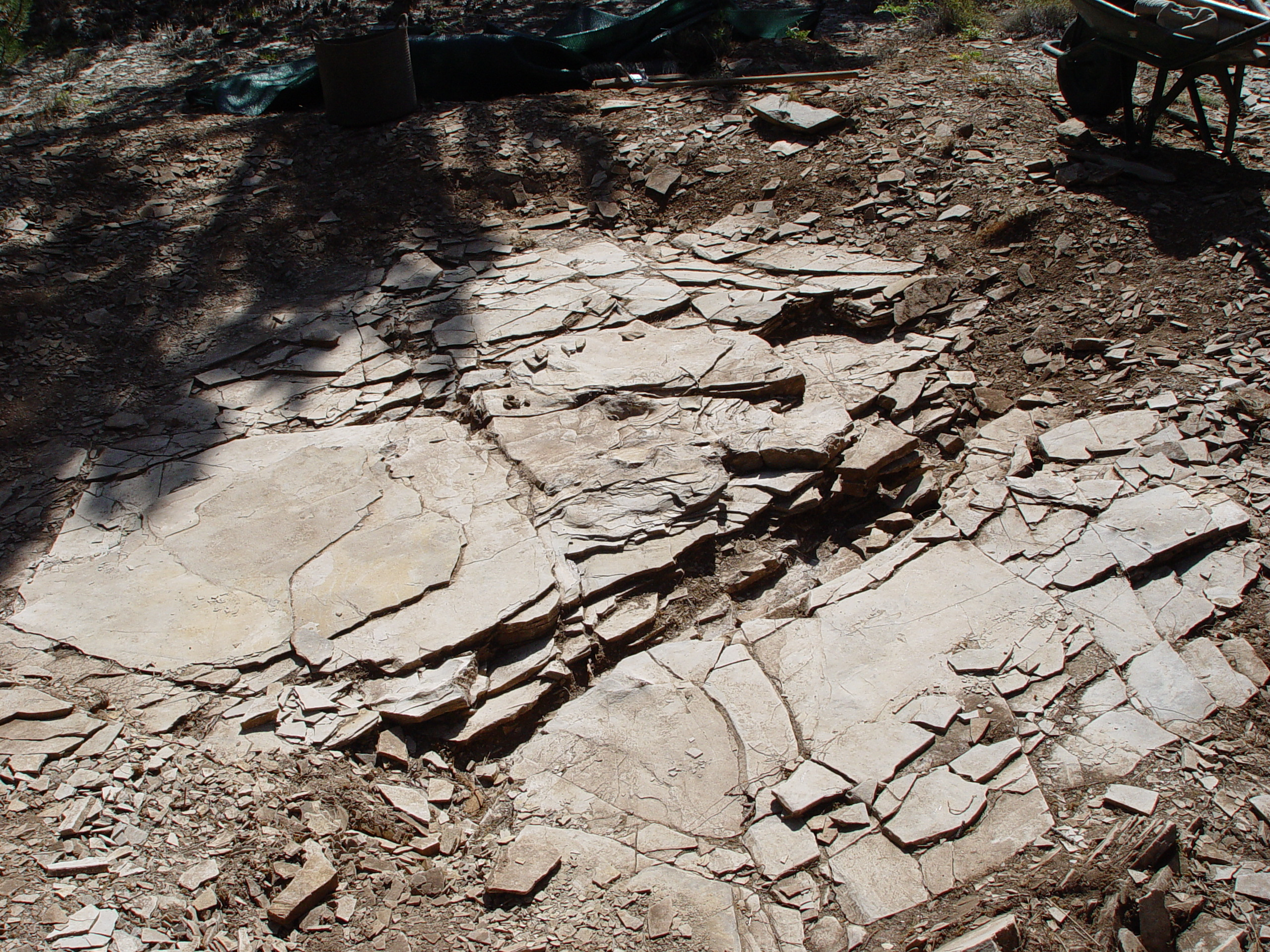
A lelőhely 2002-ben, az ásatás előtt

Egyes szakértők kételkednek a singcsonton levő bütykök értelmezésének helyességében, miszerint tollszár csomók lehetnek, bár részletesebb elemzést nem jelentettek meg. Darren Naish a Tetrapod Zoology blogon azt feltételezte, hogy a bütykök szokatlanul magasan vannak és szabálytalanul elrendezettek ahhoz, hogy tollszár csomók legyenek. Továbbá rámutatott, hogy sok állatnál hasonló, egyebek mellett ínszalagok kapcsolódására szolgáló struktúrák találhatók az izmok közötti vonalak mentén.

## Fordítás
- Ez a szócikk részben vagy egészben a Concavenator című angol Wikipédia-szócikk ezen változatának fordításán alapul.  Az eredeti cikk szerkesztőit annak laptörténete sorolja fel. Ez a jelzés csupán a megfogalmazás eredetét és a szerzői jogokat jelzi, nem szolgál a cikkben szereplő információk forrásmegjelöléseként.